# 이즈리얼 퍼트넘
이즈리얼 퍼트넘(Israel Putnam, 1718년 1월 7일 - 1790년 5월 29일)은 미국 독립 전쟁 중 대륙군 장군으로 벙커힐 전투 등에서 활약을 했다. 퍼트넘은 데이빗 크로켓과 대니얼 분 같은 국가적으로 유명한 영웅은 아니지만, 당시의 무모한 용기와 전투 정신은 코네티컷을 넘어, 그 업적을 기리는 민간 전설이 되었다.
그는 프렌치 인디언 전쟁 때 로저스 레인저스의 장교로서 두드러진 활약을 했으며, 포로로 잡혔을 때 모호크 족 전사들에게 화형당할 뻔한 위기에서 프랑스 장교의 중재로 구출되었다.

## 생애
퍼트넘은 매사추세츠의 세일럼 마녀 재판으로 유명한 세일럼 마을(현재 댄버스)에서 부유한 농가 조셉 퍼트넘과 엘리자베스의 부부의 아이로 태어났다. 퍼트넘의 생가 퍼트넘 하우스는 지금도 남아 있다. 1740년, 퍼트넘이 22살이 되었을 때, 땅이 싸고 쉽게 구할 수 있는 코네티컷 북동부 모트레이크(현재 폼프렛)로 이사를 갔다.
북동부 코네티컷에 구전되는 전설에 따르면 퍼트넘은 어릴 때 모트레이크에서 농부들의 힘을 빌려, 코네티컷의 마지막 늑대를 죽였다고 전한다. 퍼트넘은 빨리 꺼내질 수 있도록 다리에 끈을 묶고 횃불과 머스켓을 손에 들고 작은 구멍으로 기어들어갔다. 굴 속에 있는 동안, 그는 구멍 속에서 암컷 늑대를 죽이고 모트레이크 농장에 있는 양을 안전하게 구했다고 한다. 현재 폼프렛에는 마샤 모켓 브룩 주립공원이 있고, ‘늑대의 구멍’이라는 곳이 있다. 또한 코네티컷 브룩클린에는 ‘늑대 구멍 도로’가 있다.
독립 전쟁 직전까지 퍼트넘은 꽤 부유한 농부였으며, 술집 주인이기도 했다. 토지의 평판은 이전의 모험담을 뛰어 넘었다. 1755년부터 1765년까지, 퍼트넘은 로저스 레인저스의 일원으로서 영국군 정규병과 함께 프랑스나 인디언 토벌 작전에 참가했다. 퍼트넘은 1756년에는 대위, 1758년에는 소령으로 승진했다.
코네티컷 군 지휘관으로서 퍼트넘은 1758년에, 오타와 족 인디언의 폰티액 추장이 둘러싼 디트로이트의 구원에 파견되었다. 뉴욕 방면 전략 사이 퍼트넘은 카흐나와케 족 인디언에 붙잡혀 나무에 묶여 화형될 아슬아슬한 위기를 겪었지만, 프랑스인 장교의 중재로 목숨을 구할 수 있었다.
1759년 퍼트넘은 타이컨더로가 요새 전투에서 연대를 이끌었고, 그후 몬트리올에서도 싸웠다. 1762년, 스페인에 대한 방면 작전에서 배가 조난당했지만 생존했고, 쿠바의 하바나 점령에도 참전했다. 퍼트넘이 쿠바에서 뉴잉글랜드로 돌아왔을 때 쿠바 담배의 종류를 가지고 와서 하트 포드 일대의 농장에 심어 유명한 코네티컷 랩퍼의 농업 생산물의 발전으로 이어 졌다고 믿고 있다.
퍼트넘은 영국의 과세 정책에 대해 항의하는 사람이 되었고, 1766년 〈인지세법〉 시절에 코네티컷 상원 의원에 선정됐다. 또한 코네티컷 ‘자유의 아들들’을 만든 창시자 중 한 사람이었다.

## 미국독립전쟁

### 벙커 힐 전투
1775년 4월 20일, 퍼트넘은 전날 벌어진 렉싱턴 전투의 소식을 듣고, 쟁기를 농장에 던지고 말을 타고 100마일(160 km)을 8시간 넘게 달려 다음날 케임브리지에 도착했다. 그래서 퍼트넘 애국자를 위해 활동하는 것을 제안했다. 퍼트넘은 대륙군에 가입하여 제 3 코네티컷 연대의 대령에 임명된 직후에 코네티컷 민병대의 준장이 되었다. 퍼트넘은 코네티컷 민병대를 이끌고 보스턴으로 가서 소장으로 임명되어 대륙군이 창설되기 이전 알테마즈 워드 장군에 이어, 두 번째 지휘관이 되었다.
퍼트넘은 벙커 힐 전투에서 작전 단계에서도, 전장에서도 전군을 이끌었다. 이 전투 동안 퍼트넘은 윌리엄프레스콧 대령에게 ‘적의 눈에 흰자가 보일 때까지 쏘지마라’라고 명령했다(이 말을 퍼트넘이 한 것인지, 윌리엄 프레스콧 대령이 한 것인지는 논쟁이 분분하다). 이 명령은 미국 독립 전쟁을 통해 가장 기억되는 단어가 되었다. 이 명령은 야산에 참호를 만들어 놓았던 뉴잉글랜드 부대가 실탄이 모자랐기 때문에 중요했다. 푸트넘은 1775년 7월 대륙군이 조직되자, 대륙군에 가입을 했다. 제3 코네티컷 연대의 대령으로 임무를 맡았으며, 이후 코네티컷 민병대의 준장이 되었다.

### 롱아일랜드 그리고 그후
벙커힐 전투 이후 1776년 4월 13일 조지 워싱턴 중장이 사령관으로 올 때까지 뉴욕에서 미국군 총사령관직을 잠시 수행했다. 벙커 힐 전투는 퍼트넘의 인생에서 최고의 업적으로 꼽힌다. 그 이후의 퍼트넘의 운은 내림세가 되었고, 1776년 8월 롱아일랜드 전투에서 초조함에 빠른 퇴각을 결정해 버리는 우를 범하게 된다. 워싱턴은 제2차 대륙회의에서처럼 퍼트넘의 실패를 비난하지 않았다. 그러나, 워싱턴은 퍼트넘의 능력을 재평가하여, 징병 임무에 할당했다.
1777년, 퍼트넘은 새로운, 그러나 더 작은 임무를 맡아 허드슨 하이랜드에서 민병대 지휘를 맡았다. 퍼트넘은 영국군에게 몽고메리 요새와 클린턴 요새를 빼앗겼다. 이 일로 그는 위원회에 소환당했지만, 모두 무죄를 선고 받았다. 1779년 12월, 퍼트넘이 뇌졸중을 앓게 되면서 군대에서의 경력을 마쳤다.

## 유산
퍼트넘은 10년 후 1790년 코네티컷의 브룩클린에서 사망, 브룩클린 남쪽 묘지에 매장되었다. 그러나 그 후 몇 년간, 퍼트넘의 무덤을 방문하는 사람의 수가 많아 심하게 손상된 대리석 묘비는 안전을 위해 하트 포드의 캐피탈 빌딩으로 옮겨졌다. 1888년, 퍼트넘의 시신은 브룩클린의 묘지에서 이장되어, 새로 브룩클린의 녹지 근처에 세워진 기념비의 관에 넣어졌다.
독립 전쟁 초기, 워싱턴은 퍼트넘을 미국의 가장 가치 있는 군인으로 간주했다. 이 견해는 오히려 퍼트넘의 과거에 일화들과 주위 무용담에서 유래했을 지도 모른다. 그러나 독립 전쟁 중의 퍼트넘은 여러 방면의 작전에서 다른 장군들이 그랬던 것처럼 공격적인 승리보다는 전술적인 승리를 거두었으며, 그의 무모한 용기로 알려져 있다. 오늘 퍼트넘의 이름에서 유래된 수 많은 장소가 미국에 있다. 예를 들어 퍼트넘 카운티는 미국에만 8곳이 있다.